# آصلى أنور
آصلى أنور (بالتركية: Aslı Enver)‏ (مواليد 10 مايو 1984 لندن) هي ممثلة تركية.

## تاريخ حياتها
ولدت في لندن وهي الابنة الثانية، كانت والدتها قد سافرت من تركيا إلى لندن للدراسة ووالدها من القبارصة الأتراك. وعاشت آصلى في لندن حتى بلغت الـ 12 من عمرها ثم انتقلت مع عائلتها إلى تركيا. تخرجت من معهد بيرا للفنون الجميلة، جامعة حليش قسم مسرح. بدأت مشوارها الفنى بحصولها على دور مدته دقيقتان في سيت كوم عرض على مؤسسة الإذاعة والتلفزيون التركية مؤسسة الإذاعة والتلفزيون التركية ثم لعبت دوراً في فيلم قصير اسمه «آينه». كما حصلت على دور في مسلسل «علم الحياة» فيما بعد قامت بأداء شخصية مينه أراغون، في مسلسل شبابى اسمه «رياح اشجار الحور (سنوات الصفصاف)» الذي عرض على قناة "كانال دي" التركية. ثم لعبت دور آهو في مسلسل «الصامتون». عقب ذلك أدت شخصية أوزليم البيرق في مسلسل «المفقود» الذي أنتجته شركة دي للإنتاج، كانال دي  لموسم 2013. ثم أدت دور البطولة في مسلسل «سمّيني هجران»، ولعبت دور البطولة في مسلسل «كن سعيدا هذا يكفيني»، و شاركت في بطولة مسلسل "شمس الشتاء"، ثم أدت دور البطولة في مسلسل «عروس إسطنبول» مع اوزجان دينيز.

## حياتها الخاصة
تزوجت آصلى أنور من بيركان سوكولو في 13 يوليو 2012.
وفي عيد ميلادها أعلن المغني الوسيم مراد بوز حبه لها عبر أغنية، وبعدها في برنامج بياز شو أعلن حبه قائلا: "الحب ليس فيه خيارات انا عاشق جدا"، وقد جمعهما فيلم أخي أنا، الذي تم عرضه على شاشات السينما في 15 يناير 2016.

## أبرز اعمالها
- علوم الحياة
- سنوات الصفصاف بدور «ميني»
- المفقود
- الصامتون بدور «آهو»
- سميني هجران بدور «هجران»
- كن سعيدا هذا يكفيني
- شمس الشتاء بدور «نيسان»
- عروس إسطنبول بدور «ثريا»

## مسيرتها السينمائية
- «هل نحن بخير؟»
- أخي انا بدور «زينب»
- «الطرف الآخر» بدور «إيجه»

## روابط خارجية
- آصلى أنور على موقع IMDb (الإنجليزية)
- آصلى أنور على موقع قاعدة بيانات الأفلام العربية
- آصلى أنور على موقع ألو سيني (الفرنسية)
- آصلى أنور على موقع قاعدة بيانات الفيلم (الإنجليزية)
- آصلى أنور على موقع كينوبويسك (الروسية)